# Calle 26 (estación)

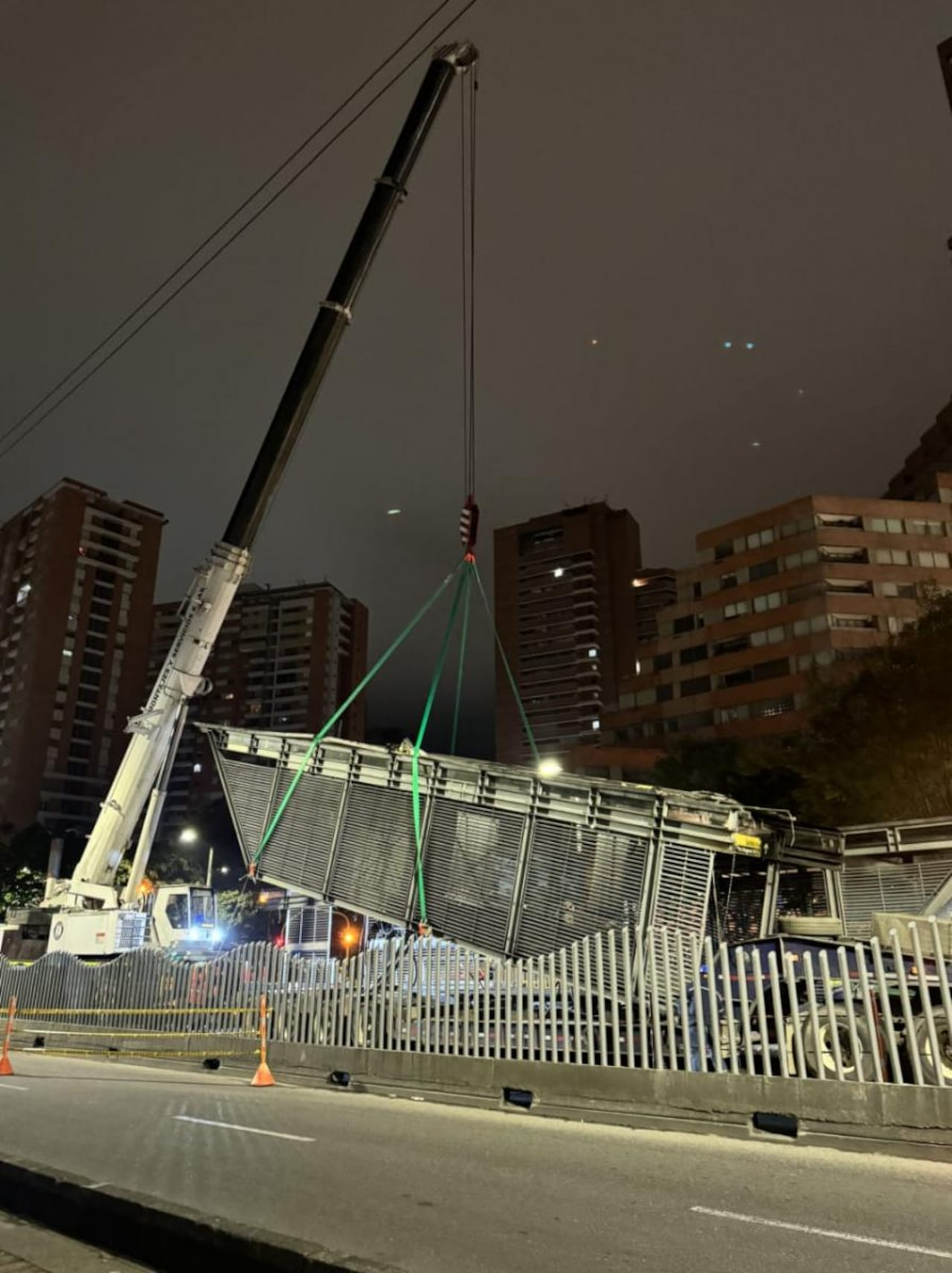
Desmonte de la estación de Transmilenio Calle 26, mayo de 2024.

La estación sencilla Calle 26 hizo parte del sistema de transporte masivo de Bogotá, TransMilenio, inaugurado en el año 2000. Estuvo en funcionamiento hasta el 4 de mayo de 2024, fecha en la que fue cerrada para llevar a cabo su demolición completa para iniciar las labores de construcción de una nueva estación, debido al paso del viaducto de la primera línea del metro de Bogotá.

## Ubicación
La estación estará ubicada en el centro de la ciudad, más específicamente en la Avenida Caracas entre la Avenida El Dorado y la diagonal 28.
Atiende la demanda de los barrios Armenia, Samper, San Diego y alrededores.
En las cercanías está el llamado Centro Internacional donde tienen sus oficinas varias compañías nacionales e internacionales. También están el Hotel Tequendama, el Cementerio Central, el Centro de Comercio Internacional, el complejo inmobiliatio Torres Atrio, la torre Museo Parque Central, la Plaza de toros de Santamaría, el Planetario de Bogotá, el Museo Nacional, el Parque Armenia y la Universidad Colegio Mayor de Cundinamarca

## Origen del nombre
La estación recibió su nombre de la calle que pasa por el costado sur, también conocida como Avenida El Dorado.

## Historia
En el año 2000 fue inaugurada la fase I del sistema TransMilenio, desde el Portal 80, hasta la estación Tercer Milenio, incluyendo la estación Calle 26.

### Cierre temporal
En abril de 2024 se anunció que la estación Calle 26 sería la primera de la troncal Caracas en ser cerrada en su totalidad para ser demolida y así dar inicio a las obras correspondientes a la cimentación y construcción del viaducto de la línea 1 del Metro de Bogotá sobre el mismo corredor. El 4 de mayo de 2024, se hizo efectivo el cierre total de la estación. El desarrollo del proyecto del metro contempla la construcción de los apoyos del viaducto, sobre el cual circularán los trenes del metro, y bajo el mismo funcionará la reconstruida estación Calle 26.

## Servicios de la estación

### Servicios troncales
| Tipo                                | Rutas al Norte | Rutas al Sur |
| ----------------------------------- | -------------- | ------------ |
| Ruta fácil                          | 6 8            | 6 8          |
| Expresos todos los días todo el día | A60 C19        | F19 F60      |
| Expresos lunes a sábado todo el día | B23 B74 D20    | H20 J74 K23  |

### Esquema
| ← Norte         |               |               |                 |
| Diagonal 28     | sin servicios | sin servicios | Av. Calle 26    |
| En construcción | Vagón 2       | Vagón 1       | En construcción |
| Diagonal 30     | sin servicios | sin servicios | Av. Calle 26    |
| Sur →           |               |               |                 |

## Ubicación geográfica
| Noroeste: Teusaquillo     | Norte: A Temporal Calle 34 | Nordeste: Santa Fe           |
| Oeste: E Avenida Eldorado |                            | Este: M Museo Nacional - FNG |
| Suroeste: Teusaquillo     | Sur: A Calle 22            | Sureste: Santa Fe            |